# Nikołaj Orłow (pianista)
Nikołaj Andriejewicz Orłow, ros. Николай Андреевич Орлов (ur. 14 lutego?/26 lutego 1892 w Jelcu w guberni orłowskiej, zm. 31 maja 1964 w Grantown-on-Spey) – rosyjski pianista.

## Życiorys
Kształcił się w Szkole Muzycznej Gniesinych w Moskwie, następnie był uczniem Konstantina Igumnowa w Konserwatorium Moskiewskim (dyplom 1910). Pobierał też prywatnie lekcje kompozycji u Siergieja Taniejewa. Debiutował jako pianista w 1912 roku w Moskwie. W latach 1913–1915 uczył w szkole Towarzystwa Filharmonicznego, następnie od 1917 do 1921 roku wykładał w Konserwatorium Moskiewskim. W 1921 roku wyemigrował do Paryża. Koncertował w krajach europejskich, Stanach Zjednoczonych i Ameryce Łacińskiej. W 1948 roku osiadł w Wielkiej Brytanii.
Zasłynął jako wykonawca utworów fortepianowych Fryderyka Chopina, Roberta Schumanna i Aleksandra Skriabina. W 1933 roku wystąpił w Londynie z serią koncertów chopinowskich. W okresie dwudziestolecia międzywojennego wielokrotnie koncertował w Polsce, zdobywając sobie uznanie krytyki.